# Lobelia laxa
Lobelia laxa är en klockväxtart som beskrevs av Macowan. Lobelia laxa ingår i släktet lobelior, och familjen klockväxter. Inga underarter finns listade i Catalogue of Life.